# 2014 en Chine
Cet article présente les faits marquants de l'année 2014 en Chine.

## Évènements

### Mars
- 1er mars : attentat de la gare de Kunming.

### Mai
- 22 mai : un attentat à Ürümqi fait plus de 30 morts[1].

### Août
- 3 août : séisme dans le Yunnan.

### Septembre
- Septembre : manifestations de Hong Kong.

### Novembre
- 10 novembre : ouverture du sommet de l'APEC.

### Décembre
- 31 décembre : la bousculade du Nouvel An 2015 à Shanghai fait 36 morts.